# Sierra de Javalambre
Sierra de Javalambre är en bergskedja i Spanien.   Den ligger i provinsen Provincia de Teruel och regionen Aragonien, i den östra delen av landet, 230 km öster om huvudstaden Madrid.